# Nelson Laurence
Nelson Laurence (ur. 19 października 1984) – seszelski piłkarz grający na pozycji lewoskrzydłowego. Jest wychowankiem klubu St Michel United FC.

## Kariera klubowa
Swoją karierę piłkarską Laurence rozpoczął w klubie St Michel United FC. W 2005 roku zadebiutował w nim w pierwszej lidze seszelskiej. Wywalczył z nim siedem tytułów mistrza Seszeli w sezonach 2007, 2008, 2010, 2011, 2012, 2014 i 2015 oraz pięć wicemistrzostw tego kraju w sezonach 2006, 2009, 2016, 2021/2022 i 2022/2023. Zdobył też sześć Pucharów Seszeli w latach 2006, 2007, 2008, 2009, 2011 i 2016.

## Kariera reprezentacyjna
W reprezentacji Seszeli Laurence zadebiutował 1 czerwca 2008 roku w zremisowanym 0:0 meczu eliminacji do MŚ 2010 z Burundi. Od 2008 do 2018 rozegrał w kadrze narodowej 26 meczów i strzelił 3 gole.